# Oh Mercy
Oh Mercy — двадцать шестой студийный альбом американского автора-исполнителя Боба Дилана. Выпущен в сентябре 1989 года на лейбле Columbia Records. Спродюсированный Даниэлем Лануа диск, критики провозгласили триумфом Дилана после целой серии альбомов, получивших главным образом отрицательные оценки. Oh Mercy стал лучшим результатом Дилана в чартах за несколько лет. В хит-параде Billboard он поднялся до 30-й позиции, а в Британии до 6-й.

## Создание альбома
Оправляясь после травмы руки в декабре 1987 года, Дилан написал «Political World», его первую новую песню за долгое время. Это было удивительным, так как, согласно его автобиографии, он уже не чувствовал потребности писать песни, но «Political World» пришла к нему спонтанно и ему было легко её писать, было написано около 20 строк, мелодии к тому моменту ещё не было.
Внезапный порыв вдохновения на этом не кончился. Через несколько дней (в первую неделю 1988 года) Дилан написал стихи для второй песни, «What Good Am I?», в течение одного вечера в своей небольшой изостудии. На следующий день он написал другую под названием «Dignity». В отличие от предыдущих двух песен, «Dignity» изначально была написана с ритмом, темпом и мелодией. На завершение песни потребовался весь день и вечер, он написал песню, услышав о смерти Пита Маравича из утренних новостей. Дилан видел игру в баскетбол легенды NBA несколькими годами ранее и был опечален его кончиной.
В течение следующего месяца или около того Дилан сочинил многие другие песни (20 по его оценке), включая «Everything Is Broken», «Disease of Conceit» и «What Was It You Wanted?». Мелодии были написаны лишь для меньшей части из них, и все они хранились в ящике в его доме.
К тому времени травма Дилана уже вполне зажила, и врач рекомендовал ему возобновить игру на гитаре, поскольку такая активность была нужна, чтобы растягивать руку. Вскоре после восстановления Дилан снова начал давать концерты.

## Список композиций
Слова и музыка всех песен — написаны Бобом Диланом.
| №  | Название                     | Длительность |
| -- | ---------------------------- | ------------ |
| 1. | «Political World»            | 3:43         |
| 2. | «Where Teardrops Fall»       | 2:30         |
| 3. | «Everything Is Broken»       | 3:12         |
| 4. | «Ring Them Bells»            | 3:00         |
| 5. | «Man in the Long Black Coat» | 4:30         |

| №                   | Название                 | Длительность |
| ------------------- | ------------------------ | ------------ |
| 1.                  | «Most of the Time»       | 5:02         |
| 2.                  | «What Good Am I?»        | 4:45         |
| 3.                  | «Disease of Conceit»     | 3:41         |
| 4.                  | «What Was It You Wanted» | 5:02         |
| 5.                  | «Shooting Star»          | 3:12         |
| Общая длительность: | Общая длительность:      | 38:37        |

## Участники записи
Приведены по сведениям базы данных Discogs, нумерация треков указана по изданию в формате компакт-диска.
- Боб Дилан — вокал (все песни), гитара (в песнях 1, 3, 5, 6, 7, 9, 10), пианино (в песнях 2, 4, 7, 8), гармоника (в песнях 3, 5, 9, 10), двенадцатиструнная гитара (в песне 5), орган (в песне 8)

Приглашённые музыканты:
- Даниэль Лануа — добро (в песнях 1, 3, 5, 7), лэп-стил-гитара (в песне 2), гитара (в песнях 4, 9), омникорд[англ.] (в песне 10)
- Мейсон Раффнер[англ.] — гитара (в песнях 1, 8, 9)
- Брайан Штольц — гитара (в песнях 1, 3, 8, 10)
- Тони Холл[англ.] — бас-гитара (в песнях 1, 3, 6, 8, 10)
- Сирил Невилл[англ.] — перкуссия (в песнях 1, 6, 9)
- Вилли Грин — ударные (в песнях 1, 3, 6, 8, 9, 10)
- Пол Синегал[англ.] — гитара (в песне 2)
- Ларри Жоливе — бас-гитара (в песне 2)
- Элтон Рубин (младший) — стиральная доска (в песне 2)
- Джон Харт — саксофон (в песне 2)
- Рокин Допси[англ.] — аккордеон (в песне 2)
- Малькольм Бёрн[англ.] — тамбурин (в песне 3), клавишные (в песнях 4, 5, 6, 7), бас-гитара (в песне 9)
- Дэрил Джонсон[англ.] — перкуссия (в песне 3)

Технический персонал:

| - Даниэль Лануа — музыкальный продюсер, инженер сведе́ния - Малькольм Бёрн — звукорежиссёр, инженер сведе́ния - Марк Ховард — звукорежиссёр, техник студийного оборудования - Грег Калби — мастеринг-инженер | - Сьюзи-Кью — фотограф - Кристофер Остопчук — дизайнер - Троцкий — художественное оформление обложки - Марк Бёрдетт — разработка шрифта |